# سالمی (سیسیل)
سالمی (به ایتالیایی: Salemi) یک منطقهٔ مسکونی در ایتالیا است که در استان تراپانی واقع شده‌است.

## خصوصیات
سالمی ۱۸۱ کیلومترمربع مساحت و ۱۱٬۲۵۴ نفر جمعیت دارد و ۴۴۶ متر بالاتر از سطح دریا واقع شده‌است.